# Claude Étienne Guyot
Pour les articles homonymes, voir Guyot.
 (octobre 2019).
Si vous disposez d'ouvrages ou d'articles de référence ou si vous connaissez des sites web de qualité traitant du thème abordé ici, merci de compléter l'article en donnant les références utiles à sa vérifiabilité et en les liant à la section « Notes et références ».
Claude Étienne Guyot est un général français de la Révolution et de l’Empire, né le 5 septembre 1768 à Villevieux dans le Jura et mort le 28 novembre 1837 à Paris.

## Biographie
Claude Étienne Guyot naît en 1768 dans une famille de cultivateurs franc-comtois.

### Carrière sous la Révolution et l'Empire
Il s'engage le 1er novembre 1790 dans le 10e régiment de chasseurs à cheval, où il obtient tous les grades jusqu'à celui de capitaine le 8 février 1799. Tour à tour employé aux armées du Rhin, de la Moselle, de la Vendée et de l'Italie, le jeune Guyot se fait remarquer par son courage personnel et ses talents administratifs ; il entre le 13 octobre 1802 comme capitaine d'habillement aux chasseurs à cheval de la Garde des Consuls, corps dans lequel il est promu au grade de chef d'escadron en 1804 puis de major après Austerlitz, de colonel-major après Eylau et colonel en second le 5 juin 1809 et enfin général de brigade commandant en second le régiment 9 août 1809. 
À Eylau, à la tête du 1er régiment de chasseurs de la Garde, il chargea une masse d'infanterie russe et traversa deux lignes ennemies ; il rallia après cette affaire le 2e régiment de la Garde dont le colonel avait été tué et en conserva le commandement jusqu'à la paix de Tilsitt ; il passa ensuite en Espagne sous les ordres du général Lefebvre Desnouettes, mais ce général ayant été fait prisonnier à Benavente, le colonel Guyot en reprit le commandement qu'il conserva jusqu'en 1809. À Wagram il chargea à la tête des chasseurs et des lanciers polonais, et fit avec eux des prodiges de valeur ; à la suite de cette bataille il fut nommé général de brigade le 9 août 1809. Élevé au grade de général de division en 1811, il fit la campagne de Russie et escorta l'Empereur à la tête de son régiment de chasseurs. Pendant la campagne de 1813, il assista aux batailles de Lützen, Bautzen, Leipzig et Hanau. 

#### Campagne de France
Nommé colonel des grenadiers à cheval de la Garde après la mort du général Walther, il sauva sous Brienne une batterie de vingt pièces de canon avec 450 grenadiers seulement. Lefebvre Desnouettes ayant été blessé à la bataille de La Rothière, le général Guyot prit le commandement de la division et se distingua dans cette journée. Le 11 février, près de Montmirail, il enleva 4 500 hommes à un corps prussien et fut blessé. Le 14, sa division mit le désordre dans plusieurs carrés, cerna dans une ferme un bataillon prussien que les grenadiers à pied de la Garde prirent ensuite d'assaut. Il se signala de nouveau à Montereau. Le 25, entre Troyes et le pont de la Guillotière, il dégagea avec 200 grenadiers une forte reconnaissance de chasseurs menacée d'être détruite. Le 4 mars, entre Fismes et Château-Thierry, il enleva un convoi de deux cents voitures ; le lendemain, il lutta courageusement contre des forces très supérieures et l'Empereur étant accouru avec sa Garde, Guyot chargea une division de cosaques, leur tua 600 hommes, en enleva 150, une pièce de canon et le prince Gagarin qui les commandait. Il contribua à la reprise de Reims, prit 150 hommes et beaucoup de bagages le 14 mars ; le 20, avec la division Lefol, il garda le point d'Arcis et les efforts de l'ennemi ne purent lui enlever cette position.

#### Campagne de Belgique
Le 23 mars 1815, le général Guyot reçut de l'Empereur l'ordre de mettre son régiment en état d'entrer en campagne. Le 15 juin, il commandait, en avant de Charleroi, une division de grenadiers et de dragons de la Garde. Cette division souffrit beaucoup le lendemain en chassant les Prussiens de Ligny. Le 18 à Waterloo, elle chargea trois fois, sans canon, les masses énormes du centre de la ligne anglaise que soutenaient plusieurs batteries d'artillerie. Dans la deuxième charge Guyot eut son cheval tué, reçut plusieurs coups de sabre et resta au pouvoir de l'ennemi. Délivré par ses intrépides grenadiers, ses blessures ne l'empêchèrent pas d'effectuer une troisième charge, il fut une seconde fois démonté et blessé. Une heure après, il suivait à cheval, avec les débris de sa division, l'arrière-garde de l'armée, en ralliant sans relâche ses soldats. Le général Guyot commandait derrière la Loire toute la cavalerie de la Garde ; il envoya sa démission à Macdonald, pour n'être pas contraint d'opérer le licenciement ; il dut néanmoins diriger sa cavalerie jusqu'à Toulouse. Mis en non-activité, il se retira dans ses foyers.

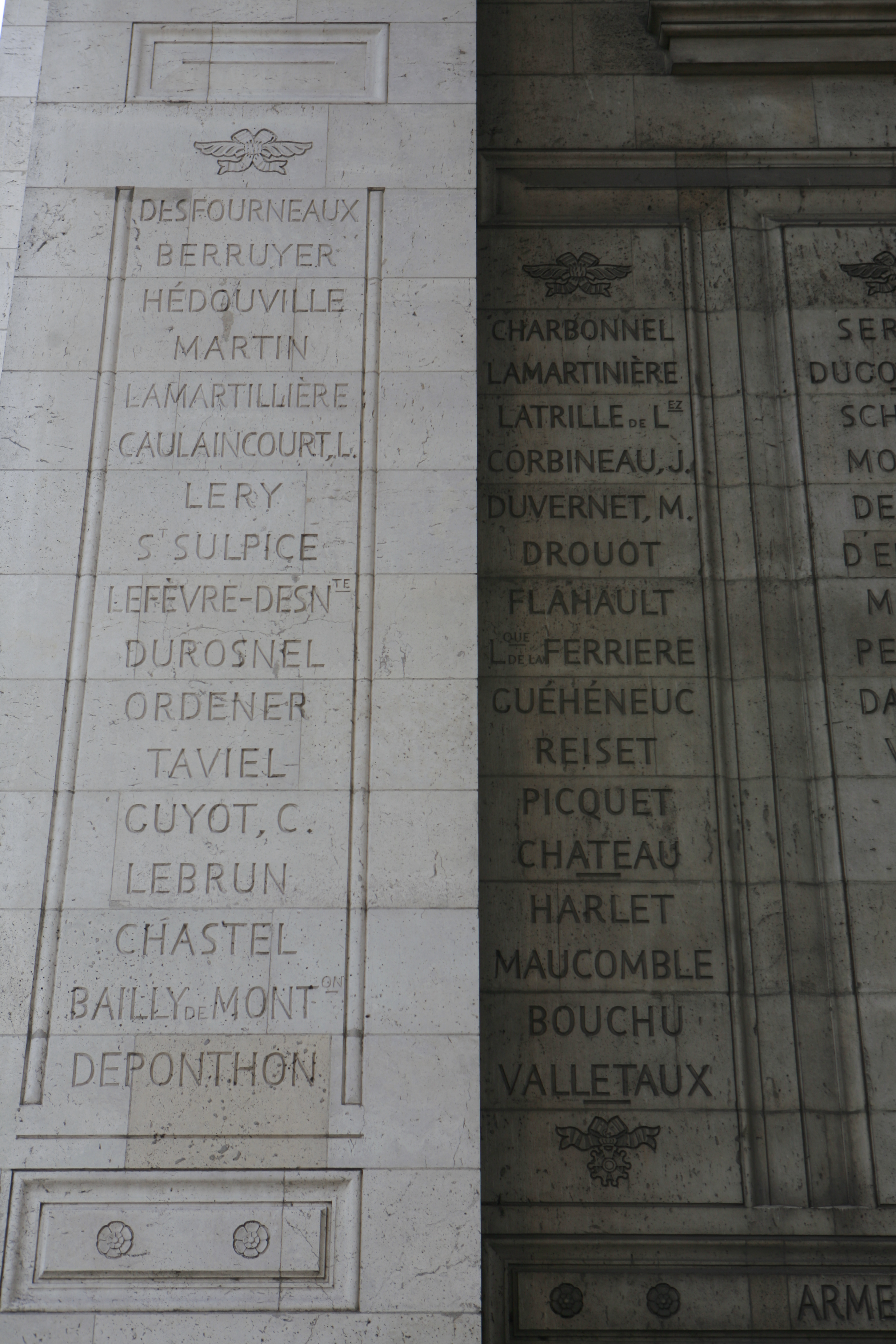
Noms gravés sous l'arc de triomphe de l'Étoile : pilier Ouest, 31e et.

À la Révolution de 1830, on l'envoya commander à Toulouse, et s'y montra partisan un peu exagéré de l'ordre nouveau ; quelque temps après, il atteignait l'âge de la retraite. Guyot était commandeur de la Légion d'honneur et comte de l'Empire.